# Temporada de caza para el león negro
Temporada de caza para el león negro es una novela del escritor mexicano Tryno Maldonado, publicada en 2009 por Editorial Anagrama. La trama sigue la historia de Golo, un joven pintor mexicano prodigio cuya vida desordenada y llena de excesos es narrada por su amante masculino.
La novela está compuesta por 99 capítulos de corta extensión que no siempre siguen una misma línea cronológica. El libro fue bien recibido por la opinión crítica y fue finalista del Premio Herralde.

## Personajes principales
- Golo: Es el protagonista de la obra, un joven pintor prodigio y enfant terrible. Su vida está marcada por los excesos, principalmente en el consumo de drogas, los videojuegos y el sexo desenfrenado con su amante, el narrador de la historia.[7] Tiene mala ortografía y pocas habilidades sociales, como demuestra su propensión a ladrarle a grupos de personas.[1] Sobre Golo, Maldonado afirmó que es un personaje «en los márgenes» y lo comparó con la protagonista de su primera novela, Viena roja, en el sentido de que ambos eran «desposeídos, casi analfabetos pero que tienen muchísimo talento, cosa muy escasa en ciertas élites».[8]

- Narrador: Es un joven conocedor de arte y el amante de Golo.[2] Trabaja en la galería de arte más importante de Ciudad de México.[9] Aunque afirma querer a Golo, sus interacciones con el joven pintor se limitan principalmente a las relaciones sexuales.[1]

## Recepción
La novela fue una de las finalistas del Premio Herralde en su edición de 2008, cuyo jurado recomendó su publicación. Entre las opiniones de la obra se encuentra la del escritor Alberto Fuguet, que dijo respecto al libro que estaba «destinado a ser un clásico de la novela latinoamericana alternativa». El escritor mexicano Sergio Pitol, por su lado, aseveró que Maldonado había mostrado una «extraordinaria maestría» en su retrato del protagonista.
Luis Bugarini, en un artículo del sitio web Cultura Colectiva, alabó la obra y destacó la «agilidad de la pluma del autor y la historia atemporal, caótica y genial que nos muestra», así como la construcción del personaje de Golo y el carácter de la historia como crítica a los círculos artísticos de élite. En la reseña de la revista Letras Libres, Bugarini calificó además a la obra como «relato consistente, de mucha fibra y mínima pachorra».
El crítico español Francisco Solano, por el contrario, se refirió de forma negativa a la obra y la tildó de «capricho». Solano criticó en particular la estructura de la novela y su división en capítulos cortos, por momentos parecidos a microrrelatos, y aseveró que representaba la «aburrida constatación de que un estilo de colegial avezado vale de credencial de escritor».